# ジャン・ド・ヴィエンヌ (軽巡洋艦)
| 本級の艦形図   | |
| 艦歴           | |
| 発注           | ロリアン造船所 |
| 起工           | 1931年12月20日 |
| 進水           | 1935年7月31日 |
| 就役           | 1937年2月 |
| 退役           | |
| その後         | 1942年11月27日にトゥーロンで自沈処分。 |
| 除籍           | 1942年 |
| 性能諸元       | |
| 排水量         | 基準：7,600トン 満載：9,100トン 10,850トン（1943年） |
| 全長           | 179.5m |
| 水線長         | 172.0m |
| 全幅           | 17.5m |
| 吃水           | 5.35m（満載） |
| 機関           | アンドレ式重油専焼水管缶4基 +パーソンズ式ギヤード・タービン2基2軸推進 |
| 最大出力       | 84,000hp |
| 最大速力       | 31.0ノット |
| 航続距離       | 18ノット/5,500海里 |
| 燃料           | 重油：1,569トン |
| 乗員           | 540名 |
| 兵装（竣工時） | 15.2cm（55口径）三連装速射砲3基 9cm（50口径）連装高角砲4基 オチキス 13.2mm（76口径）連装機銃4基 55cm連装魚雷発射管2基                                                              |
| 装甲           | 舷側：105mm（水線部）、20mm（水密隔壁） 甲板：38mm（最厚部） 主砲塔：100mm（前盾）、50mm（側盾・天蓋）、40mm（後盾） バーベット：95mm（最厚部） 司令塔：95mm（側盾）、50mm（天蓋） |
| 航空兵装       | 水上機：3機 カタパルト：1基（1943年に撤去） |

ジャン・ド・ヴィエンヌ （Jean de Vienne） はフランス海軍のラ・ガリソニエール級軽巡洋艦の1隻である。艦名は百年戦争時の提督ジャン・ド・ヴィエンヌに由来する。

## 艦歴
ロリアン造船所にて1931年12月20日に起工、1935年7月31日進水、1937年2月に竣工した。就役後は姉妹艦の「ラ・ガリソニエール」「マルセイエーズ」と共に地中海艦隊に所属しビゼルトに拠点を置いた。旗艦を「マルセイエーズ」とし、本級3隻で第3巡洋艦戦隊を編成した。
第二次世界大戦時には整備のためにトゥーロンでドック入りをしていた。主要な整備は完了していた本艦は対イタリア戦のためにビゼルトの第三戦隊に戻った。開戦初期は北アフリカで沿岸警備に当たったが、その後は12月よりイギリスへ金塊の輸送任務に就いた。1940年6月にイタリアが参戦した事により地中海中央部から紅海にかけて哨戒任務にあたり、イタリア軍のマルチェロ級潜水艦「エンリコ・ダンドロ」から魚雷攻撃を受けたが撃沈はされなかった。7月にフランスがドイツに講和した時に本艦は「ラ・ガリソニエール」とともにアルジェにありヴィシー・フランスに付いた。
1942年1月にバレアレス諸島沖で遭難した定期船「ラモリシエール」の救助にあたった。同年11月27日にドイツ軍からの接収を免れるためにトゥーロン軍港で自沈した。 その後、ドイツからイタリアに引き渡され「FR.11」と改名される。イタリア軍により浮揚工事が行われ、1943年2月に浮揚されたが9月にイタリアが降伏した事でヴィシー・フランスの管理下に戻された。11月24日に連合軍の航空攻撃を受けドック内で横転した。1944年8月にフランス海軍に戻った本艦は修理が検討されたが、戦後に解体処分された。

## 参考図書
- 「世界の艦船 増刊第50集 フランス巡洋艦史」（海人社）
- 「世界の艦船 1986年1月増刊号 近代巡洋艦史」（海人社）
- 「世界の艦船 2010年1月増刊号 近代巡洋艦史」（海人社）
- 「Conway All The World's Fightingships 1860-1905」（Conway）
- 「Conway All The World's Fightingships 1906-1922」（Conway）